# Anopheles cydippis
Anopheles cydippis är en tvåvingeart som beskrevs av Meillon 1931. Anopheles cydippis ingår i släktet Anopheles och familjen stickmyggor. Inga underarter finns listade i Catalogue of Life.